# Rizal (provincie)
Rizal is een provincie in de Filipijnen. Het ligt in de regio Calabarzon ten oosten van Manilla. De hoofdstad van de provincie is Antipolo. Bij de census van 2015 telde de provincie bijna 2,9 miljoen inwoners.

## Geografie

### Bestuurlijke indeling
De provincie Rizal is onderverdeeld in 1 stad en 13 gemeenten.

#### Stad
- Antipolo

#### Gemeenten
| - Angono - Baras - Binangonan - Cainta - Cardona - Jala-Jala - Morong | - Pililla - Rodriguez - San Mateo - Tanay - Taytay - Teresa |

## Demografie
Rizal had bij de census van 2015 een inwoneraantal van 2.884.227 mensen. Dit waren 399.387 mensen (16,1%) meer dan bij de vorige census van 2010. Ten opzichte van de census van 2000 was het aantal inwoners gegroeid met 1.177.009 mensen (68,9%). De gemiddelde jaarlijkse groei in die periode kwam daarmee uit op 2,88%, hetgeen hoger was dan het landelijk jaarlijks gemiddelde over deze periode (1,72%).

De bevolkingsdichtheid van Rizal was ten tijde van de laatste census, met 2.884.227 inwoners op 1191,94 km², 2419,8 mensen per km².

## Economie
Uit cijfers van het National Statistical Coordination Board (NSCB) uit het jaar 2003 blijkt dat 4,9% (13.903 mensen) onder de armoedegrens leefde. In het jaar 2000 was dit 8,1%. Rizal was daarmee gemiddeld duidelijk minder arm dan het landelijk gemiddelde van 28,7% en was daarmee de provincie met de minste mensen onder de armoedegrens. De provincie presteerde daarmee zelfs beter Metro Manilla. Van alle 79 provincies, ten tijde van het onderzoek, stond Rizal 74e op de lijst van provincies met de ergste armoede..